# Формула-1 — Гран-прі Азербайджану 2023
Гран-прі Азербайджану 2023 року (офіційно — Formula 1 Azerbaijan Grand Prix 2023) — автоперегони чемпіонату світу з Формули-1, які відбулися 30 квітня 2023 року. Гонка була проведена на вуличній трасі Баку в Азербайджані. Це четвертий етап чемпіонату світу і сьоме Гран-прі Азербайджану в історії.
Переможцем гонки став мексиканець Серхіо Перес (Ред Булл - Хонда RBPT). Друге місце посів Макс Ферстаппен (Ред Булл - Хонда RBPT), а а на 3-му місці фінішував Шарль Леклер (Феррарі).
Чинним переможцем гонки був Макс Ферстаппен, який у сезоні 2022 виступав за команду Ред Булл.

## Передісторія
Захід відбувся у період з 28–30 квітня 2023 року. Це буде четвертий раунд Чемпіонату світу Формули-1 2023 року. Ці вихідні стали першими з шести у сезоні, які проходитимуть у форматі спринту.

### Формат
Ця подія стала першою в сезоні, де був представлений новий формат, спеціально прийнятий для тих Гран-Прі, які включають додаткову спринтерську гонку. Формат складатився з однієї тренувальної сесії в п’ятницю, після якої відбулася кваліфікаційна сесія, яка визначає сітку недільного Гран-Прі. У суботу була проведена нова кваліфікаційна сесія під назвою «sprint shootout» замість старої другої тренувальної сесії, яка визначає сітку для спринту. Гран-прі відбувся в неділю. Нова кваліфікація спринту з перестрілками коротша за традиційну кваліфікацію: Q1 становитиме 12 хвилин, Q2 - 10 хвилин і Q3 - 8 хвилин.

## Розклад (UTC+2)
| Дата            | Подія                   | Час           |
| --------------- | ----------------------- | ------------- |
| 28 березня 2023 | Вільний заїзд 1         | 12:30 - 13:30 |
| 28 березня 2023 | Кваліфікація            | 16:00 - 17:00 |
| 29 квітня 2023  | Кваліфікація до спринту | 12:30 - 13:30 |
| 29 квітня 2023  | Спринт                  | 16:30 - 17:30 |
| 30 квітня 2023  | Гонка                   | 14:00         |
| Джерело:        |                         |               |

## Положення у чемпіонаті перед гонкою
| Місце   | Пілот               | Очки |
| ------- | ------------------- | ---- |
| 1       | Макс Ферстаппен     | 69   |
| 2       | Серхіо Перес        | 54   |
| 3       | Фернандо Алонсо     | 45   |
| 4       | Льюїс Гамільтон     | 38   |
| 5       | Карлос Сайнс (мол.) | 20   |
| Джерело |                     |      |

| Місце   | Конструктор             | Очки |
| ------- | ----------------------- | ---- |
| 1       | Ред Булл - RBPT         | 123  |
| 2       | Астон Мартін - Мерседес | 65   |
| 3       | Мерседес                | 56   |
| 4       | Феррарі                 | 26   |
| 5       | Макларен - Мерседес     | 12   |
| Джерело |                         |      |

## Шини
Під час гран-прі було дозволено використовувати 3 типи шин Pirelli: hard, medium і soft
| Hard | Medium | Soft |
| ---- | ------ | ---- |

## Вільні заїзди
| Сесія | Лідер           | Конструктор     | Ш | Час      | Джерело |
| ----- | --------------- | --------------- | - | -------- | ------- |
| 1     | Макс Ферстаппен | Ред Булл - RBPT | P | 1:42.315 | [ 8 ]   |

## Кваліфікація
Кваліфікація відбулася 28 квітня 2023 року о 17:00 за місцевим часом (UTC+4)

### Коротко про кваліфікацію
Після пошкодження боліда П'єра Гаслі команда Alpine під час тренування, автомобіль  був відремонтований до кваліфікації. Чжоу Гуаньюй закрутився на  1 повороті, але швидко знову почав спробу; через кілька хвилин Нік де Вріс з'їхав з траси на 3 повороті і врізався в стіну, пошкодивши підвіску і спричинивши червоний прапор. Зрештою він виклав час вище правила 107%, хоча стюарди дозволили йому брати участь у перегонах. Після перезапуску Гаслі врізався у той самий кут, куди  Нік де Вріс врізався раніше, після цього знову вивісили червоний прапор. Таким чином, Чжоу, два боліда Haas Кевіна Магнуссена і Ніко Хюлькенберга, Гаслі і Нік де Вріс вибули з першої сесії.
У другій сегменті вибувають Джордж Рассел, Естебан Окон, Вальттері Боттас і два боліда Williams Александра Албона і Логана Сарджента; це стало першим вибуванням Рассела в Q2, і вперше гонщик Mercedes вибуває в Q2, починаючи з Сінгапуру попереднього року. Два гонщика Aston Martin Фернандо Алонсо і Ленс Стролл зазнали проблеми з DRS протягом кваліфікації, через це погіршують свої спроби і займають шосту і дев'яту позицію відповідно.
Шарль Леклер забезпечив поул-позицію попереду Макса Ферстаппена і Серхіо Переса; це його третій поспіль поулом на трасі Баку, також це його і команди Феррарі перший поул у сезоні, і перший з Гран-прі Сінгапуру 2022 року. Його час кола 1:40.203 є новим рекордом кола на автодромі, обійшовши попередній час 1:40.495, встановлений Вальттері Боттасом за Mercedes у 2019 році.

#### Результат
| Місце               | №  | Пілот               | Конструктор              | Частина 1 | Частина 2 | Частина 3 | Старт     |
| ------------------- | -- | ------------------- | ------------------------ | --------- | --------- | --------- | --------- |
| 1                   | 16 | Шарль Леклер        | Феррарі                  | 1:41.269  | 1:41.037  | 1:40.203  | 1         |
| 2                   | 1  | Макс Ферстаппен     | Ред Булл - Хонда RBPT    | 1:41.398  | 1:40.822  | 1:40.391  | 2         |
| 3                   | 11 | Серхіо Перес        | Ред Булл - Хонда RBPT    | 1:41.756  | 1:41.131  | 1:40.495  | 3         |
| 4                   | 55 | Карлос Сайнс (мол.) | Феррарі                  | 1:42.197  | 1:41.369  | 1:41.016  | 4         |
| 5                   | 44 | Льюїс Гамільтон     | Мерседес                 | 1:42.113  | 1:41.650  | 1:41.177  | 5         |
| 6                   | 14 | Фернандо Алонсо     | Астон Мартін - Мерседес  | 1:41.720  | 1:41.370  | 1:41.253  | 6         |
| 7                   | 4  | Ландо Норріс        | Макларен - Мерседес      | 1:42.154  | 1:41.485  | 1:41.281  | 7         |
| 8                   | 22 | Юкі Цунода          | Альфа Таурі - Хонда RBPT | 1:42.234  | 1:41.569  | 1:41.581  | 8         |
| 9                   | 18 | Ленс Стролл         | Астон Мартін - Мерседес  | 1:42.524  | 1:41.576  | 1:41.6111 | 9         |
| 10                  | 81 | Оскар Піастрі       | Макларен - Мерседес      | 1:42.455  | 1:41.636  | 1:41.6111 | 10        |
|                     |    |                     |                          |           |           |           |           |
| 11                  | 63 | Джордж Рассел       | Мерседес                 | 1:41.398  | 1:41.654  |           | 11        |
| 12                  | 31 | Естебан Окон        | Альпін - Рено            | 1:42.622  | 1:41.798  |           | Піт-лейн4 |
| 13                  | 23 | Александр Албон     | Вільямс - Мерседес       | 1:42.171  | 1:41.818  |           | 13        |
| 14                  | 77 | Вальттері Боттас    | Альфа Ромео - Феррарі    | 1:42.582  | 1:42.259  |           | 14        |
| 15                  | 2  | Логан Сарджент      | Вільямс - Мерседес       | 1:42.242  | 1:42.395  |           | 15        |
|                     |    |                     |                          |           |           |           |           |
| 16                  | 24 | Чжоу Гуаньюй        | Альфа Ромео - Феррарі    | 1:42.642  |           |           | 16        |
| 17                  | 27 | Ніко Гюлькенберг    | Хаас - Феррарі           | 1:42.755  |           |           | Піт-лейн3 |
| 18                  | 20 | Кевін Магнуссен     | Хаас - Феррарі           | 1:43.417  |           |           | 18        |
| 19                  | 10 | П'єр Гаслі          | Альпін - Рено            | 1:44.853  |           |           | 19        |
| 107% часу: 1:48.357 |    |                     |                          |           |           |           |           |
| —                   | 21 | Нік де Вріс         | Альфа Таурі - Хонда RBPT | 1:55.282  |           |           | 202       |
| Джерело:            |    |                     |                          |           |           |           |           |

Notes
- ↑  – Ленс Стролл і Оскар Піастрі встановили однакові часи кола в Q3. Стролл отримав позицію вище за Піастрі, так як він встановив свій час раніше[15]
- ↑  – Нік де Вріс не вдалося встановити час у межах вимоги 107%. Йому було дозволено брати участь на розсуд стюардів.[14]
- ↑  - Ніко Гюлькенберг кваліфікувався 17-м, але він змушений почати гонку з піт-лейн, оскільки налаштування підвіски було змінено, поки машина перебувала в закритому парку
- ↑  - Естебан Окон кваліфікувався 12-м, але він був змушений почати гонку з піт-лейн, як установка підвіски була змінена, поки машина була в закритому парку

## Кваліфікація до спринту
Кваліфікація до спринту відбулася 29 квітня 2023 року о 12:30 за місцевим часом (UTC+4)

### Коротко про кваліфікацію
У першому сегменті вибувають Чжоу, Боттас, Цунода, Гаслі і Де Вріс. За двадцять п'ять секунд до завершення сегменту Логан Сарджент, який знаходився на одинадцятій позиції, розбив задню частину свого боліда в стіну на 15-му повороті, знищивши заднє крило і підвіску. Через пошкодження свого автомобіля Сарджент не зміг продовжити спробу, що не дозволило б йому встановити час поспіль для другого сегмента. Сесія була під червоним прапором і закінчилася передчасно. Слідом за першим сегментом повідомлялося, що автомобіль П'єра Гаслі зупиняється через витік вихлопних газів. Після другого відрізку вибувають Піастрі, Хюлькенберг, Окон, Магнуссен і Сарджент. Під час сесії розмахували двома жовтими прапорами; Гюлькенберг з'їхав з траси в секторі 2 і мало не торкнувся стіни. Сайнс також з'їхав, цього разу в 15-му. Ближче до кінця сесії Алонсо дав своєму партнеру по команді Строллу slipstream. Через відсутність нових soft шин Ландо Норріс не зміг взяти участь у третій сесії. 
Шарль Леклер досяг поулу за спринт позаду Переса і Ферстаппена, незважаючи на блокування і збій на 5 повороті.

#### Результат
| Місце    | №  | Пілот            | Конструктор              | Частина 1 | Частина 2 | Частина 3 | Старт           |
| -------- | -- | ---------------- | ------------------------ | --------- | --------- | --------- | --------------- |
| 1        | 16 | Шарль Леклер     | Феррарі                  | 1:42.820  | 1:42.500  | 1:41.697  | 1               |
| 2        | 11 | Серхіо Перес     | Ред Булл - Хонда RBPT    | 1:43.858  | 1:42.925  | 1:41.844  | 2               |
| 3        | 1  | Макс Ферстаппен  | Ред Булл - Хонда RBPT    | 1:43.288  | 1:42.417  | 1:41.987  | 3               |
| 4        | 63 | Джордж Рассел    | Мерседес                 | 1:43.763  | 1:43.112  | 1:42.252  | 4               |
| 5        | 55 | Карлос Сайнс     | Феррарі                  | 1:43.622  | 1:42.909  | 1:42.287  | 5               |
| 6        | 44 | Льюїс Гамільтон  | Мерседес                 | 1:43.561  | 1:43.061  | 1:42.502  | 6               |
| 7        | 23 | Александр Албон  | Вільямс - Мерседес       | 1:43.987  | 1:43.376  | 1:42.846  | 7               |
| 8        | 14 | Фернандо Алонсо  | Астон Мартін - Мерседес  | 1:43.789  | 1:42.976  | 1:43.010  | 8               |
| 9        | 18 | Ленс Стролл      | Астон Мартін - Мерседес  | 1:43.879  | 1:43.375  | 1:43.064  | 9               |
| 10       | 4  | Ландо Норріс     | Макларен - Мерседес      | 1:43.938  | 1:43.395  | Без часу  | 10              |
|          |    |                  |                          |           |           |           |                 |
| 11       | 81 | Оскар Піастрі    | Макларен - Мерседес      | 1:44.179  | 1:43.427  |           | 11              |
| 12       | 27 | Ніко Гюлькенберг | Хаас - Феррарі           | 1:44.843  | 1:43.806  |           | 12              |
| 13       | 31 | Естебан Окон     | Альпін - Рено            | 1:44.433  | 1:44.088  |           | Піт-лейн1       |
| 14       | 20 | Кевін Магнуссен  | Хаас - Феррарі           | 1:44.101  | 1:44.332  |           | 13              |
| 15       | 2  | Логан Сарджент   | Вільямс - Мерседес       | 1:44.042  | Без часу  |           | Не бере участь2 |
|          |    |                  |                          |           |           |           |                 |
| 16       | 24 | Чжоу Гуаньюй     | Альфа Ромео - Феррарі    | 1:45.177  |           |           | 14              |
| 17       | 77 | Вальттері Боттас | Альфа Ромео - Феррарі    | 1:45.352  |           |           | 15              |
| 18       | 22 | Юкі Цунода       | Альфа Таурі - Хонда RBPT | 1:45.436  |           |           | 16              |
| 19       | 10 | П'єр Гаслі       | Альпін - Рено            | 1:46.951  |           |           | 17              |
| 20       | 21 | Нік де Вріс      | Альфа Таурі - Хонда RBPT | 1:48.180  |           |           | 18              |
| Джерело: |    |                  |                          |           |           |           |                 |

Notes
- ↑  – Естебан Окон посів 13 позицію, проте він змушений почати гонку з  піт-лейну, оскільки налаштування підвіски було змінено, поки машина перебувала в закритому парку.
- ↑  – Логан Сарджент не брав участі в спринті після прохання команди зняти машину після аварії в спринті.

## Спринт
Спринт відбувся 29 квітня 2023 року о 17:30 за місцевим часом (UTC+4)

### Коротко про спринт
Шарль Леклер, який знаходився у першому ряду, отримав хороший старт від лінії, щоб вийти в лідери гонки. Макс Ферстаппен і Джордж Рассел на першому ж повороті зіштовхнулися, Ферстаппен втратив позицію, Рассел завдав шкоди боліду гонщика Red Bull Racing. Позаду нього Фернандо Алонсо пройшов Александра Албона і зайняв сьоме місце. У 13 повороті, Юкі Цунода вдарився об стіну, задня ліва шина відпала з AlphaTauri; шина котилася по трасі, і уламки були розкидані, що призвело до виклику віртуального автомобіля безпеки. Цунода поїхав назад піт-лейну, щоб замінити шину, хоча його пошкоджений автомобіль був випущений в небезпечному стані; він поїде назад до піт-лейну вже на наступному колі. Незабаром період віртуального автомобіля безпеки перейшов до повного періоду автомобіля безпеки, щоб очистити уламки, залишені автомобілем Цуноди. У цей період Естебан Окон поїхав до піт-лейну, щоб перевзутися у soft.
На п'ятому колі період автомобіля безпеки закінчився; коли машини йшли в 1 повороті, Ферстаппен обігнав Рассела і піднявся з 4 на 3 місце, а Льюїс Гемілтон опустився на два місця позаду Карлоса Сайнса-молодшого і Алонсо. DRS був активований на сьомому колі, що дало можливість Серхіо Пересу пройти Леклера; він робив це, коли проходив у 1 повороті, де тримав лідерство до кінця перегонів. Ландо Норріс поїхав у піт-лейн після 10 кола, перейшовши на medium; Незабаром після цього Окон перейшов на нові софти. Перес відтягнув від другого місця Леклера, на якого чинив тиск Ферстаппен на третьому; до 17 кола Перес випередив Леклера на 4,7 секунди. Ферстаппен фінішував на третьому; Рассел -  четвертому.

#### Результати
| Місце                                                                       | №  | Пілот            | Конструктор              | Кола | Час/Причина сходу  | Старт    | Очки |
| --------------------------------------------------------------------------- | -- | ---------------- | ------------------------ | ---- | ------------------ | -------- | ---- |
| 1                                                                           | 11 | Серхіо Перес     | Ред Булл - Хонда RBPT    | 17   | 33:17.667          | 2        | 8    |
| 2                                                                           | 16 | Шарль Леклер     | Феррарі                  | 17   | +4.463             | 1        | 7    |
| 3                                                                           | 1  | Макс Ферстаппен  | Ред Булл - Хонда RBPT    | 17   | +5.065             | 3        | 6    |
| 4                                                                           | 63 | Джордж Рассел    | Мерседес                 | 17   | +8.532             | 4        | 5    |
| 5                                                                           | 55 | Карлос Сайнс     | Феррарі                  | 17   | +10.388            | 5        | 4    |
| 6                                                                           | 14 | Фернандо Алонсо  | Астон Мартін - Мерседес  | 17   | +11.613            | 8        | 3    |
| 7                                                                           | 44 | Льюїс Гамільтон  | Мерседес                 | 17   | +16.503            | 6        | 2    |
| 8                                                                           | 18 | Ленс Стролл      | Астон Мартін - Мерседес  | 17   | +18.417            | 9        | 1    |
| 9                                                                           | 23 | Александр Албон  | Вільямс - Мерседес       | 17   | +21.757            | 7        |      |
| 10                                                                          | 81 | Оскар Піастрі    | Макларен - Мерседес      | 17   | +22.851            | 11       |      |
| 11                                                                          | 20 | Кевін Магнуссен  | Хаас - Феррарі           | 17   | +27.990            | 13       |      |
| 12                                                                          | 24 | Чжоу Гуаньюй     | Альфа Ромео - Феррарі    | 17   | +34.602            | 14       |      |
| 13                                                                          | 10 | П'єр Гаслі       | Альпін - Рено            | 17   | +36.918            | 17       |      |
| 14                                                                          | 21 | Нік де Вріс      | Альфа Таурі - Хонда RBPT | 17   | +41.626            | 18       |      |
| 15                                                                          | 27 | Ніко Гюлькенберг | Хаас - Феррарі           | 17   | +48.587            | 12       |      |
| 16                                                                          | 77 | Вальттері Боттас | Альфа Ромео - Феррарі    | 17   | +49.917            | 15       |      |
| 17                                                                          | 4  | Ландо Норріс     | Макларен - Мерседес      | 17   | +51.104            | 10       |      |
| 18                                                                          | 31 | Естебан Окон     | Альпін - Рено            | 17   | +1:00.621          | Піт-лейн |      |
| Схід                                                                        | 22 | Юкі Цунода       | Альфа Таурі - Хонда RBPT | 2    | Пошкодження боліду | 16       |      |
| Схід                                                                        | 2  | Логан Сарджент   | Вільямс - Мерседес       | 0    | Не брав участі     | —1       |      |
| Швидке коло: Серхіо Перес (Red Bull Racing-Honda RBPT) – 1:43.616 (11 коло) |    |                  |                          |      |                    |          |      |
| Джерела:                                                                    |    |                  |                          |      |                    |          |      |

Notes
- ↑  – Логан Сарджент не взяв участі в спринті слідом за зробленим командою проханням вивести машину через аварію в кваліфікації до спринту. Його позицію в сітці заповнили водії, які кваліфікувалися за ним.

## Гонка
Гонка відбулася 30 квітня 2023 року о 15:00 за місцевим часом (UTC+4)

### Коротко про гонку
Шарль Леклер очолював гонку до четвертого кола; Александр Албон і Оскар Піастрі вступили в контакт, в 2-й повороті, завдавши пошкодження крилу Williams. Контакт був розслідуваний і подальших дій не було вжито. DRS був включений на четвертому колі, а Макс Ферстаппен використовував його, щоб пройти Леклерк в першому повороті. Серхіо Перес повторив той же хід на шостому колі, посівши друге місце. П'єр Гаслі поїхав на піт-лейн на шостому колі, щоб перейти на hard type.
Після завершення десятого кола Ферстаппен поїхав на піт-лейн, щоб змінити шини, і втратив третю позицію, Нік де Вріс спричиняє жовтий прапор, він врізається у бар'єр на 6 повороті і на трасу виїжджає автомобіль безпеки. У період автомобіля безпеки Перес перевзувся на свіжий hard type і згодом виходить у лідери перегонів, Леклер також перейшов на hard. Джордж Рассел також виграв від появи автомобіля безпеки, обганяючи Ленса Стролла і посівши шосте місце. Вихід Рассела на піт-лейн був визнаний стюардами небезпечним і був розслідуваний за допомогою контролю за трасою, без необхідності подальшого розслідування. Чжоу Гуаньюй зійшов на 38-му колі після механічних проблем. Перес, Ферстаппен і Леклер стануть трійкою кращих гонщиків до кінця гонки. Перес здобув свою другу перемогу в Гран-прі Азербайджану.

#### Результати
| Місце                                                      | №  | Пілот            | Конструктор              | Кола | Час/Причина сходу | Старт    | Очки |
| ---------------------------------------------------------- | -- | ---------------- | ------------------------ | ---- | ----------------- | -------- | ---- |
| 1                                                          | 11 | Серхіо Перес     | Ред Булл - Хонда RBPT    | 51   | 1:32:42.436       | 3        | 25   |
| 2                                                          | 1  | Макс Ферстаппен  | Ред Булл - Хонда RBPT    | 51   | +2.137            | 2        | 18   |
| 3                                                          | 16 | Шарль Леклер     | Феррарі                  | 51   | +21.217           | 1        | 15   |
| 4                                                          | 14 | Фернандо Алонсо  | Астон Мартін - Мерседес  | 51   | +22.024           | 6        | 12   |
| 5                                                          | 55 | Карлос Сайнс     | Феррарі                  | 51   | +45.491           | 4        | 10   |
| 6                                                          | 44 | Льюїс Гамільтон  | Мерседес                 | 51   | +46.145           | 5        | 8    |
| 7                                                          | 18 | Ленс Стролл      | Астон Мартін - Мерседес  | 51   | +51.617           | 9        | 6    |
| 8                                                          | 63 | Джордж Рассел    | Мерседес                 | 51   | +1:14.240         | 11       | 51   |
| 9                                                          | 4  | Ландо Норріс     | Макларен - Мерседес      | 51   | +1:30.376         | 7        | 2    |
| 10                                                         | 22 | Юкі Цунода       | Альфа Таурі - Хонда RBPT | 51   | +1:23.862         | 8        | 1    |
| 11                                                         | 81 | Оскар Піастрі    | Макларен - Мерседес      | 51   | +1:26.501         | 10       |      |
| 12                                                         | 23 | Александр Албон  | Вільямс - Мерседес       | 51   | +1:28.623         | 12       |      |
| 13                                                         | 20 | Кевін Магнуссен  | Хаас - Феррарі           | 51   | +1:29.729         | 16       |      |
| 14                                                         | 10 | П'єр Гаслі       | Альпін - Рено            | 51   | +1:31.332         | 17       |      |
| 15                                                         | 31 | Естебан Окон     | Альпін - Рено            | 51   | +1:37.794         | Піт-лейн |      |
| 16                                                         | 2  | Логан Сарджент   | Вільямс - Мерседес       | 51   | +1:40.943         | 14       |      |
| 17                                                         | 27 | Ніко Гюлькенберг | Хаас - Феррарі           | 50   | +1 коло           | Піт-лейн |      |
| 18                                                         | 77 | Вальттері Боттас | Альфа Ромео - Феррарі    | 50   | +1 коло           | 13       |      |
| Схід                                                       | 24 | Чжоу Гуаньюй     | Альфа Ромео - Феррарі    | 36   | Механіка          | 15       |      |
| Схід                                                       | 21 | Нік де Вріс      | Альфа Таурі - Хонда RBPT | 9    |                   | 18       |      |
| Швидке коло: Джордж Рассел (Mercedes) – 1:43.370 (51 коло) |    |                  |                          |      |                   |          |      |
| Джерела:                                                   |    |                  |                          |      |                   |          |      |

Примітка
- ↑  – Бал за швидке коло.[22]

## Положення у чемпіонаті після гонки
| Місце   | Пілот               | Очки |
| ------- | ------------------- | ---- |
| 1       | Макс Ферстаппен     | 93   |
| 2       | Серхіо Перес        | 87   |
| 3       | Фернандо Алонсо     | 60   |
| 4       | Льюїс Гамільтон     | 48   |
| 5       | Карлос Сайнс (мол.) | 34   |
| Джерело |                     |      |

| Місце   | Конструктор             | Очки |
| ------- | ----------------------- | ---- |
| 1       | Ред Булл - RBPT         | 180  |
| 2       | Астон Мартін - Мерседес | 87   |
| 3       | Мерседес                | 76   |
| 4       | Феррарі                 | 62   |
| 5       | Макларен - Мерседес     | 14   |
| Джерело |                         |      |